# 21 Jump Street (Film)
21 Jump Street ist eine US-amerikanische Filmkomödie aus dem Jahr 2012. Es handelt sich um die Kinoadaption der Fernsehserie 21 Jump Street – Tatort Klassenzimmer. In Deutschland kam der Film am 10. Mai 2012 in die Kinos. Im Jahr 2014 erschien die Fortsetzung 22 Jump Street.

## Handlung
Im Jahr 2005 machen Schmidt und Jenko ihren Abschluss an der Sagan High School – Schmidt ist der unsichere Streber, der nie ein Mädchen abbekommt, während Jenko der allseits beliebte Sportler, allerdings mit miserablen Noten, ist. An der Metropolitan Police Academy schaffen sie den Abschluss nur, weil sie sich gegenseitig unterstützen, und so fahren sie nun im Jahr 2012 Fahrradstreife im Stadtpark. Von der erhofften Action ist nicht viel zu sehen. Als sie dann noch die Festnahme einer Einprozent-Rockerbande vermasseln, werden sie in das Revier 21 Jump Street strafversetzt. In einer aufgelassenen koreanischen Kirche weist sie der furchteinflößende Captain Dickson an, an ihrer alten high school undercover zu ermitteln. Eine lebensgefährliche Droge namens OVS („Oh verdammte Scheiße“, im Original HFS, „Holy Fucking Shit“) ist dort im Umlauf. Er gibt ihnen die Identitäten Brad und Doug McQuaid, ein Brüderpaar, wobei Schmidt am Chemiekurs teilnehmen soll, um herauszufinden, wer die Drogen herstellt, und Jenko am Fotografie- und Schauspielkurs, um herauszufinden, wer die Drogen verteilt. Dabei gibt er ihnen zwei Regeln mit auf den Weg, nämlich sich nicht erwischen zu lassen und keinen Sex mit Schülern oder Lehrern zu haben. Sollten sie sich nicht daran halten, werden sie gefeuert.
Zur Tarnung wohnen die beiden bei Schmidts Eltern. Bevor der erste gemeinsame Schultag losgeht, erklärt Jenko Schmidt die Regeln des Coolseins. Man solle nie irgendetwas krampfhaft versuchen, sich über alle lustig machen, die sich irgendwo anstrengen, attraktiv aussehen und wenn einem einer blöd kommt, einfach zuschlagen. Unglücklicherweise wirken diese Regeln wohl 2012 nicht mehr, denn als Jenko diese anwendet, schlägt er einen schwarzen Homosexuellen nieder und muss dies vor der Schule rechtfertigen. Dabei werden die beiden Identitäten vertauscht, so dass Jenko plötzlich im Chemieunterricht ist und Schmidt im ungeliebten Schauspielkurs. Aber dort erfährt er von Molly die Telefonnummer 555-0165, mit der er Kontakt zum Drogendealer aufnimmt. Es ist der coole Eric Molson, der ihnen OVS nicht nur verkauft, sondern auch zwingt, es sofort zu nehmen. Völlig berauscht treffen sie unterwegs Mr. Walters, den Sportlehrer, bevor sie anschließend ihre jeweiligen Unterrichtskurse aufmischen.
Zwar wissen sie nun, wer die Drogen verkauft, aber der Captain möchte vor allem den Drogenproduzenten schnappen. Also versuchen Jenko und Schmidt näher an die Verdächtigen heranzukommen, indem sie eine Party organisieren; der Captain ermahnt die beiden allerdings, keinen Alkohol an Minderjährige zu verteilen. Selbstverständlich halten sich die beiden nicht daran und besorgen Alkohol und Drogen in rauen Mengen, um bei den Kids Eindruck zu schinden. Als es dann zu einer Schlägerei mit einer rivalisierenden Clique kommt, ist Eric von Schmidt derart beeindruckt, dass er ihm die Freundschaft (und einen lukrativen Job als Dealer) anbietet. Dadurch verbringt Schmidt mehr Zeit mit den Coolen und vernachlässigt Jenko, der fortan mit den Strebern abhängen muss. Da die Streber Erics Handy geknackt haben und nun hören können, was alles in der Umgebung gesagt wird, muss Jenko sich anhören, wie Schmidt über ihn lästert.
Allerdings hört er auch, wie eine Piñata übergeben werden soll, weswegen sie später in der Schule Eric verfolgen, wie er eine Piñata den 1-%-Rockern übergibt. Beide beschließen die Rocker zu verfolgen. Doch während der Fahrt beginnt ein Streit, so dass sie aus Versehen einen Rocker überfahren und nun selbst von den Rockern verfolgt werden. Dabei müssen sie zweimal das Auto wechseln, bevor sie es rechtzeitig in die Schule schaffen, denn Schmidt hat eine Aufführung von Peter Pan. Doch der Streit der beiden eskaliert, so dass die Aufführung ein absolutes Desaster wird und beide von der Schule verwiesen werden. Das ist für den Captain Grund genug, beide zu feuern. Bevor sie ihre Sachen packen, werden sie allerdings von Eric mit Waffen ausgerüstet und gebeten, ihn zu beschützen, so dass sich beide bewaffnen und zum Abschlussball erscheinen. Als Eric sie mit auf ein Hotelzimmer nimmt, entdecken beide, dass Mr. Walters, der Sportlehrer, die ganze Zeit die Drogen herstellte. Beim anschließenden Treffen mit den 1-%-Rockern werden sie enttarnt. In der anschließenden Schießerei werden sie von zwei DEA-Agenten (Tom Hanson und Doug Penhall) gerettet, die fünf Jahre lang Undercover der Rockergruppe angehörten und bei der Schießerei sterben. Schmidt und Jenko verfolgen die Rocker. Diese wiederum verfolgen Mr. Walters, der ihnen Geld stahl und Molly als Geisel genommen hat. Mit Hilfe einer improvisierten Bombe -- der Chemiekurs hat sich ausgezahlt -- kann Jenko die Rocker töten. Walters droht weiterhin Molly zu erschießen. Nachdem Walters einen Schuss auf Jenko abgegeben hat (der glücklicherweise von seiner Kugelschutzweste abgefangen wird), schaltet Schmidt Walters mit einem Schuss in den Penis aus. Walters wird verhaftet, Schmidt und Jenko sind die Helden des Tages und ihr neuer Auftrag wird ein Einsatz am College sein. Im Outro finden sich hierzu einige Szenen. 

## Synchronisation
Die Deutsche Synchronisation stammt von der Iyuno Germany aus Berlin. Das Dialogbuch verfasste Elisabeth von Molo, für die Dialogregie war sie ebenfalls zuständig.
| Rolle                       | Schauspieler   | Deutsche Synchronstimme |
| --------------------------- | -------------- | ----------------------- |
| Morton Schmidt/Doug McQuaid | Jonah Hill     | Tobias Müller           |
| Greg Jenko/Brad McQuaid     | Channing Tatum | Daniel Fehlow           |
| Molly Tracey                | Brie Larson    | Kristina Tietz          |
| Eric Molson                 | Dave Franco    | Wanja Gerick            |
| Mr. Walters                 | Rob Riggle     | Stefan Fredrich         |
| Captain Dickson             | Ice Cube       | Tobias Meister          |
| Domingo                     | DeRay Davis    | Jan-David Rönfeldt      |
| Zack                        | Dax Flame      | Maximilian Artajo       |
| Mr. Gordon                  | Chris Parnell  | Oliver Siebeck          |
| Ms. Griggs                  | Ellie Kemper   | Marie Bierstedt         |
| Principal Dadier            | Jake Johnson   | Asad Schwarz            |
| Deputy Chief Hardy          | Nick Offerman  | Bernd Vollbrecht        |
| Doug Penhall                | Peter DeLuise  | Sven Gerhardt           |
| Tom Hanson                  | Johnny Depp    | David Nathan            |

## Kritik
Bei dieser „ziemlich guten“ […] Mischung aus Screwball-Komödie, Action und Ein seltsames Paar sei es wohl „unvermeidlich, dass der Film mit Peniswitzen tapeziert sei,“ meinte der renommierte Filmkritiker Roger Ebert in der Chicago Sun-Times. Er war allerdings auch überrascht, dass der Film „lustiger und herzlicher sei, als er es sich hätte vorstellen können.“
Der Cheffilmkritiker der New York Times A. O. Scott lobte, dass der Film weniger durch Verfolgungsjagden als durch die beiden Schauspieler Hill und Tatum getragen werde, weil die beiden „geschickt und nicht peinlich genug sind, die verwirrten Identitäten mal amüsant und manchmal auch rührend“ zu spielen. Seiner Meinung nach will der Film nicht zum Nachdenken anregen, sondern Spaß machen, „was er auch überraschenderweise macht.“ Allerdings habe er auch aggressive satirische Spitzen auf „Mobbing, Bigotterie und Drogenmissbrauch, ohne dabei zu riskieren anstößig zu sein.“ Generell sei die Handlung „albern, temperamentvoll und sogar clever.“
Für den renommierten Filmkritiker James Berardinelli ist der Film „blöd wie leichtgewichtig“, was vor allem daran liegt, dass die „Chemie der Hauptdarsteller launenhaft, aber offensichtlich“ sei. Er meinte auch, dass „einige der lustigsten Szenen Ice Cubes Böser schwarzer Captain“ habe.
Das Lexikon des internationalen Films meinte: „Eine unausgeglichene, lose auf der gleichnamigen Fernsehserie beruhende Mischung aus Teenager-Komödie, Drogenkrimi und Buddy-Movie, die reizvoll beginnt, aber bald den gängigen Versatzstücken des Actionkinos erliegt und diese mit vulgär-homophoben Scherzen würzt.“

## Hintergrund
Der Film konnte seit seinem Kinostart am 16. März 2012 weltweit etwas mehr als 200 Mio. US-Dollar einspielen (bei einem Budget von 42 Mio.).